# Kansas City Trucking Co.
Kansas City Trucking Co.  és una pel·lícula pornogràfica gai estatunidenca de 1976 dirigida per Tim Kincaid, més conegut com a Joe Gage. És el primer del que s'ha conegut com a "Working Man Trilogy" de Gage, que continua amb El Paso Wrecking Corp. de 1978 i concloent amb el 1979 L.A. Tool & Die, i protagonitza Richard Locke, Steve Boyd i Jack Wrangler.

## Sinopsi
Hank (Richard Locke), un camioner, resulta contractat amb Joe en un llarg recorregut cap a la costa oest. Els homes es masturben junts mentre estan a la carretera i participen en una orgia exclusivament masculina a una casa de camioners a Los Angeles. La pel·lícula inclou diversos equips dobles relacionats amb el transport de camions, com ara "càrrega ample", "càrrega pesada" i "homes a la feina".

## Repartiment
- Jack Wrangler com Jack
- Richard Locke com Hank
- Steve Boyd com Joe
- Maria Reina com noia de Joe
- Dane Tremmel com a Otis (com a Dane Tremmell)
- Skip Sheppard com a Billy
- Duff Paxton com a Dan
- Bud Jaspar com a Fred
- Kurt Williams com a rata del desert

## Producció
La pel·lícula es va produir a San Francisco. La versió original de la pel·lícula incloïa una escena d'urolàgnia no inclosa als llançaments de DVD com a resultat de l'edició de distribució al llarg dels anys, en què es va veure a Richard Locke i Jack Wrangler orinar sobre un home desconegut, seguits de Locke i Steve Boyd orinant a Wrangler.

## Llegat
El 2006, Adult Video News va incloure "Working Man Trilogy" a la seva llista de les deu pel·lícules de porno gai més innovadores, influents i "més populars"

## Recepció crítica
The Advocate va anomenar la pel·lícula "una de les pel·lícules pornogràfiques gais més populars mai fetes. La ressenya contemporània de TLA Video també va ser molt favorable, citant-la com una de les pel·lícules de porno gai més influents.

## Estrena en DVD
Les pel·lícules que comprenen la trilogia "Working Man Trilogy" van ser restaurades i publicades en DVD per HIS Video.